# Gewone borstelspinnendoder
De gewone borstelspinnendoder (Anoplius infuscatus) is een vliesvleugelig insect uit de familie van de spinnendoders (Pompilidae). De wetenschappelijke naam van de soort is voor het eerst geldig gepubliceerd in 1827 door Vander Linden.